# Die Kreutzersonate

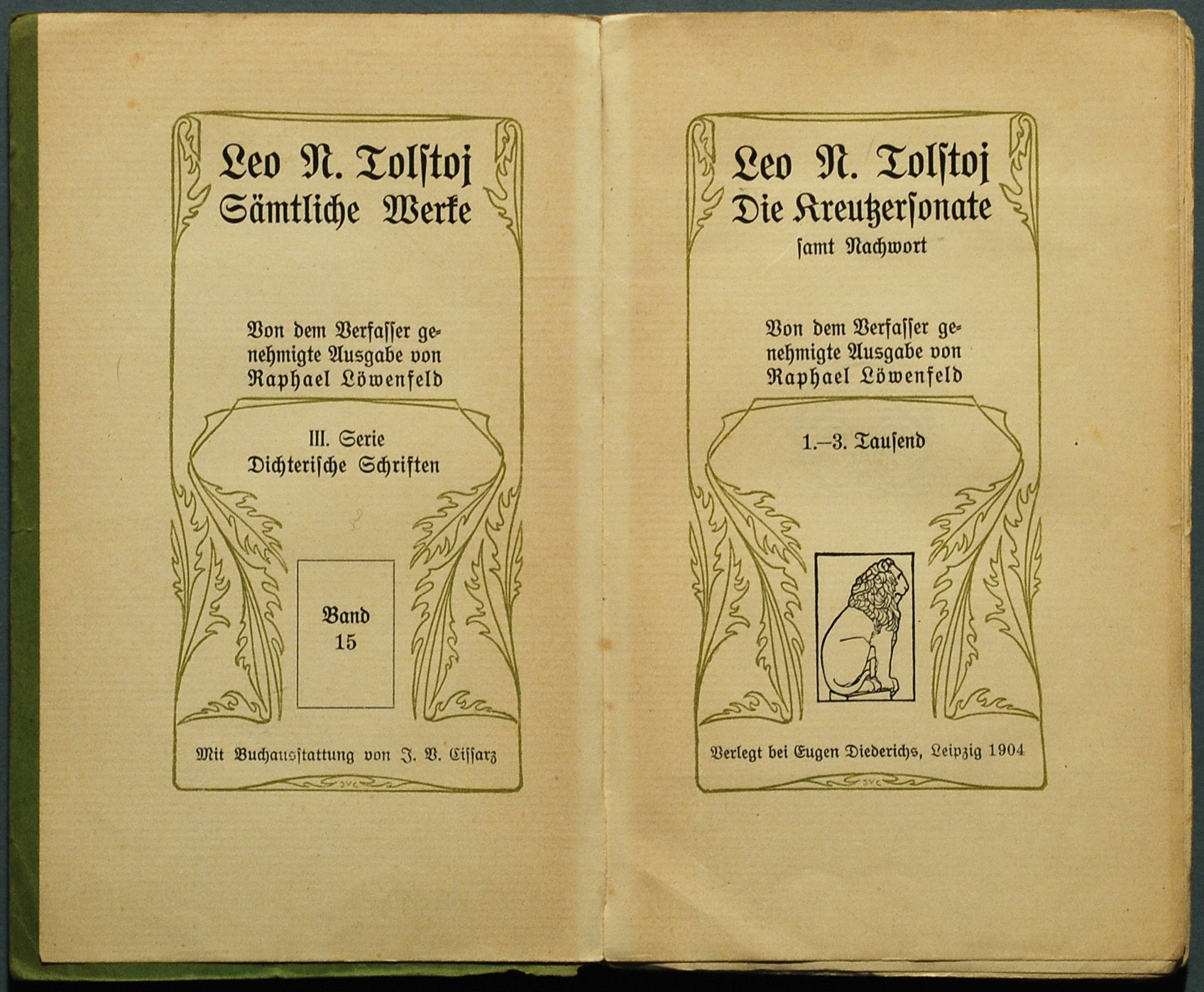
Deutsche Ausgabe zu Lebzeiten Tolstois

Die Kreutzersonate (russisch Крейцерова соната, Kreizerowa sonata) ist eine Novelle von Lew Nikolajewitsch Tolstoi, benannt nach Ludwig van Beethovens populärer Violinsonate A-Dur op. 47, die dem französischen Geiger Rodolphe Kreutzer gewidmet ist. Die Novelle entstand 1887/89. Die Erstveröffentlichung erfolgte 1890 in deutscher Übersetzung, hrsg. von Raphael Löwenfeld. In Russland durfte die Novelle erst 1891 erscheinen.

## Inhalt
Posdnyschew, Mörder seiner Frau, wegen Handelns aus Eifersucht freigesprochen, frühzeitig ergraut, mit blitzenden Augen und nervösem Gebaren, hört auf einer längeren Zugfahrt, wie die Reisenden über Liebe als Grundbedingung für eine glückliche Ehe diskutieren – eine Ansicht, die vor allem von einer nicht mehr jungen, nicht sonderlich attraktiven, rauchenden Dame vertreten wird. Ein alter Kaufmann dagegen vertritt rigoros patriarchalische, antiquiert anmutende Ansichten. Endlich, nachdem die meisten ausgestiegen sind, erzählt Posdnyschew seine Geschichte: Mit 30 Jahren, nach Jahren der sexuellen Ausschweifung, beschließt er zu heiraten. Obwohl er körperliche Begehrlichkeiten als „tierisch“ ablehnt, ist er von den sinnlichen Reizen seiner Braut angezogen und fasziniert. Im Laufe der folgenden Jahre bekommen sie fünf Kinder. Seine Gattin – sie ist eine nun dreißigjährige Schönheit – erfährt, dass sie aus gesundheitlichen Gründen keine Kinder mehr bekommen darf.
Dem eifersüchtigen Ehemann ist die Loslösung der Sinnlichkeit von der Zeugung zuwider. War doch das Gebären und Nähren der Kinder in seiner Wahrnehmung die einzige Versicherung gegen die mögliche Untreue seiner Frau. Das Liebesleben der Posdnyschews ist nun die bloße Befriedigung der Leidenschaft; da es zu keiner Schwangerschaft kommt, „dagegen lehrten sie die Ärzte ein Mittel“ (Kapitel XVIII, erste Seite), erscheint ihm der Geschlechtsverkehr als sittenlos.
Posdnyschews Frau, deren Name im Roman nicht genannt wird, widmet sich nun ihren persönlichen Neigungen, besonders dem Klavierspiel. Ihr Mann argwöhnt, dass sie nach einer neuen Liebe Ausschau hält, und er vergeht vor Eifersucht, wenn sie in dem gemeinsamen Haus mit dem Geiger Truchatschewskij musiziert, unter anderem Beethovens Kreutzersonate. So kommt es zur Zuspitzung des Ehekonflikts, er tötet die vermeintliche Ehebrecherin.

## Interpretationsansatz
Tolstoi ging mit seiner Kritik an der russischen Gesellschaft und der Ehe im Besonderen zwei Wege: Zuerst lässt er die Passagiere in einem Eisenbahnwaggon über die russische Gesellschaft in Bezug auf Ehe und Liebe diskutieren. Dabei plädieren einige Figuren für den Erhalt der „alten Bräuche“, dass die Frau sich dem Mann unterzuordnen hat und sich dieser sozialen Stellung bewusst werden muss. Andere votieren für eine Gleichberechtigung und die verbesserte Bildung der Frauen bzw. Mädchen.
Vor allem zu Beginn der Erzählung schweift die Hauptfigur Posdnyschew von der eigentlichen Schilderung seiner Entwicklung und seines Ehelebens zu traktatartigen Monologen über den Verfall der Sitten, der „Versklavung der Frau“ (Posdnyschew spricht immerhin vom Körper seiner Frau, welcher ihm als Eigentum zustehen könnte) in der Ehe und der Abkehr von christlichen Werten. Mit fortschreitender Erzählung wird Posdnyschew immer mehr von seiner Beschreibung der eigenen Ehe mit einer Frau, die er nicht liebt und nur aufgrund einer zeitweiligen Verliebtheit geheiratet hat, gefangen genommen, wobei deutlich wird, dass seine Eifersucht, scheinbar der Grund für das Scheitern der Ehe und den Mord, nur eine wahnhafte Einbildung ist. Posdnyschew sieht sich selbst als von der Gesellschaft in einem Maß verdorben an, dass eine glückliche Ehe – frei von sexueller Ausschweifung und im gegenseitigen Verständnis – in der damaligen russischen Gesellschaft nicht möglich ist.
Mit dieser Novelle ist Tolstoi ein tiefgreifendes Psychogramm einer zerrütteten Ehe gelungen. Die Hauptfigur hat gelernt, sich bei ihren Handlungen zu beobachten und jede noch so kleine Tat bewusst wahrzunehmen. Außerdem ist die ethische Dimension eines Ehebruchs mit eingeflochten. Daraus ergeben sich weiterführende Fragen:
- Gehören sich Ehegatten gegenseitig bedingungslos?
- Darf die Sexualität nur der Kinderzeugung dienen? (ergibt sich aus Kap. XIII)
- Inwieweit hat der (angebliche) Ehebrecher Truchatschewskij eine moralische Verfehlung begangen?

Letztlich bleiben die Fragen unbeantwortet. Die Theorie der sich gegenseitig gehörenden Ehegatten wird praktisch sofort infrage gestellt, denn Posdnyschew erkennt, dass er gar keine Gewalt über den Körper seiner Frau hat bzw. haben kann (XXV).
Das christliche Problem des lustlosen Kinderzeugens wird ebenfalls nicht eindeutig gelöst, das Problem taucht in Kapitel XIII auf und wird als „Affentätigkeit“, welche als Liebe deklariert wird, dargestellt.
Als „Vorwort“ wird von Tolstoi Matth. 5,28 angeführt; sinngemäß:
„… wer eine Frau begehrlich ansieht, hat schon die Ehe gebrochen.“
Die Absicht dazu wäre das entscheidende Moment. Diese Ansicht wird von vielen Theologen und Philosophen geteilt.
Wichtig für eine genauere Beurteilung wäre die Frage, ob Truchatschewskij in die Absicht des Ehebruches eingewilligt hat. Dies bleibt jedoch ein bisschen verschwommen. Hat er nicht eingewilligt, so hätte er nach Peter Abaelard (scito te ipsum § 8) auch nicht moralisch falsch gehandelt. Für Abaelard ist entscheidend, ob derjenige in die böse Handlung einwilligt oder ob es bei einem bloßen Begehren bleibt.

## Nachwort

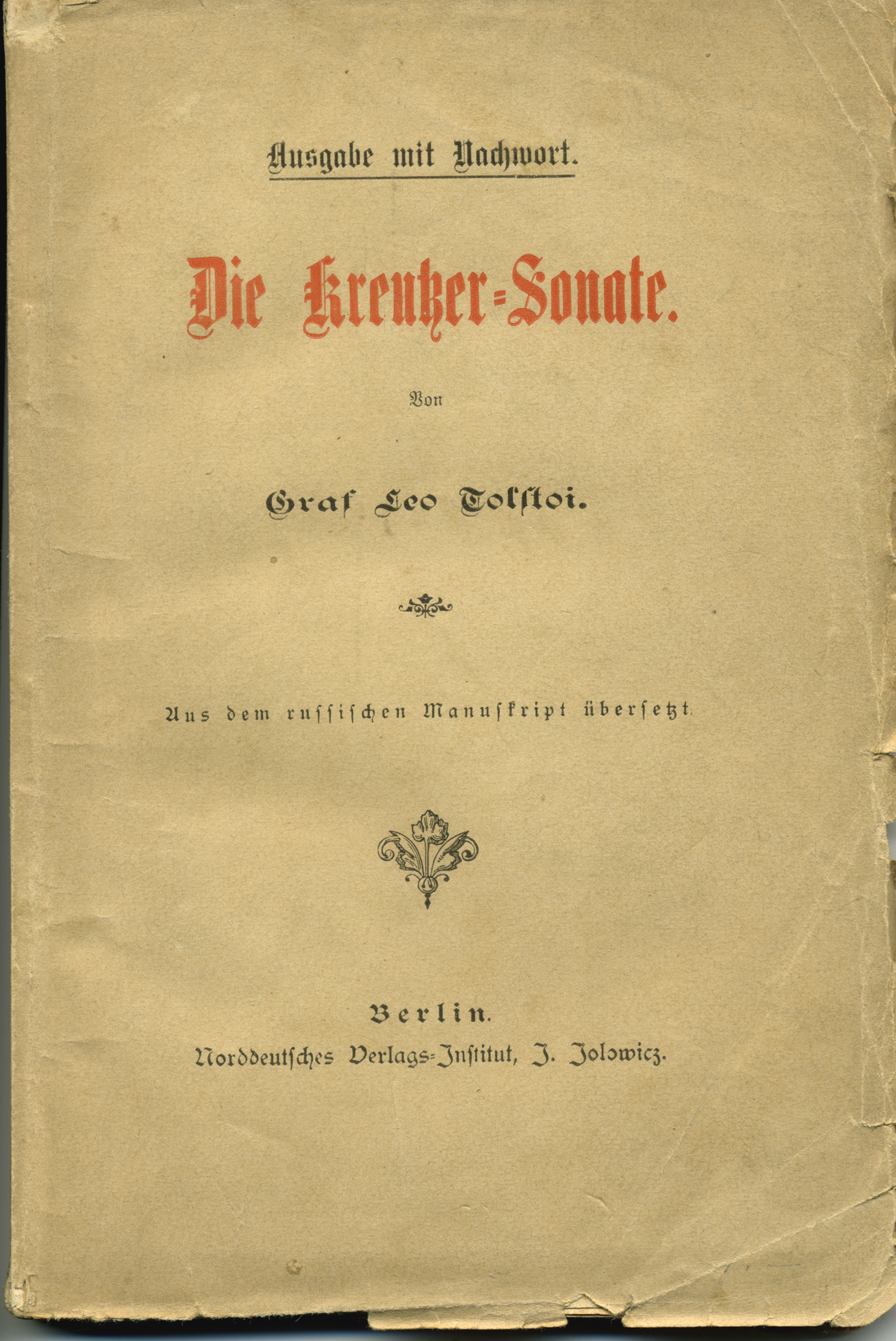
Titelseite der Erstveröffentlichung der „Ausgabe mit Nachwort“ (1890)

Tolstoi schloss die Kreutzersonate am 26. August 1889 ab, am 6./18. April 1890 verfasste er als Antwort auf die vielen Briefe ein Nachwort, in dem er sich dazu äußert, was ich über den Gegenstand meiner Erzählung »Die Kreutzersonate« gedacht habe.
Was als eindringlich geschildertes Ehedrama und subtile psychologische Studie in die Weltliteratur eingegangen ist, wird durch Tolstois Erklärung zu einem asketischen Leitfaden für seine Mitmenschen. Zunächst mochte es so erscheinen, als habe Tolstoi mit der Figur des Posdnyschew eine extreme Position zum Ausdruck bringen wollen, das Psychogramm eines krankhaft eifersüchtigen, emotional labilen Menschen, der die ehelichen Streitsituationen zwar minutiös schildern, aber trotz seiner Intelligenz den Teufelskreis von Wort, Widerwort und Hass nicht zu durchbrechen vermag, eines Menschen, der grundlegende Störungen in seinem Verhältnis zur Sexualität hat und der sich in wahnhaftem Zustand zu extremen Verallgemeinerungen über die Ausschweifungen der Menschen, die Tierhaftigkeit des Geschlechtlichen, die Doppelmoral der Männer, die für ihn Wüstlinge sind, den moralisch verwahrlosten Zustand der Gesellschaft, die Rolle und Emanzipation der Frau (die nur eine Farce bleibe, solange der Mann die Frau als Objekt seiner körperlichen Lust betrachte und die Frau sich dementsprechend verhalte) versteigt und als Lösung für alles Jungfräulichkeit und sexuelle Abstinenz predigt. Das umfangreiche Nachwort lässt uns erkennen, dass Tolstoi es damit in weiten Teilen ernst gemeint und er Posdnyschew als freilich schrilles Sprachrohr seiner eigenen moralischen, sexualhygienischen und religiösen Überzeugungen verwendet hat. Darum müssen unverheiratete Männer, wenn sie kein unedles Leben führen wollen, sich der Enthaltsamkeit in Bezug auf alle Frauen befleißigen, eben so, wie sie sich enthalten würden, wenn sie von keinen anderen Frauen als von ihren Müttern und Schwestern umgeben wären. Um sich aber enthalten zu können, müssen die Menschen ein naturgemäßes Leben führen, nicht trinken, noch viel Fleisch essen, noch sich der Arbeit entziehen, - ich meine nicht Spielerei oder Gymnastik, sondern wirkliche ermüdende Arbeit.
Tolstoi begründete seine Anschauungen anhand einiger Bibelpassagen und zeigte sich auch gegenüber kirchlichen Positionen kritisch. So interpretierte er die unter Lk 14,25–26  geforderte Abkehr von der Ehefrau zum Zweck der Gefolgschaft Jesu derart, dass Jesus die Ehe verworfen habe. Er unterscheidet das unerreichbare christliche Ideal der Keuschheit von bloßen Sittengesetzen, die in Wahrheit nicht christlich seien.

## Sofja Tolstaja
In der Öffentlichkeit wurde die Frau mit Tolstois Frau Sofja gleichgesetzt. Obwohl diese sich durch die Darstellung zutiefst gedemütigt sah, setzte sie sich doch bei der Zensurbehörde für das Werk ein – in der vergeblichen Hoffnung, dass sich durch eine Veröffentlichung die durch Abschriften des Manuskripts bereits kursierenden Gerüchte auflösen würden. Sie schrieb einen Gegenentwurf: „Wessen Fehl? Die Erzählung einer Frau. (anläßlich der „Kreutzersonate“ Lew Tolstois. Niedergeschrieben von der Gattin Lew Tolstois in den Jahren 1892/1893)“, aber es kam zu keiner Veröffentlichung. Ihr Gegenroman zur „Kreutzersonate“ wurde mit einhundert Jahren Verspätung in Russland herausgegeben und 2008 unter dem Titel „Eine Frage der Schuld“ ins Deutsche übersetzt.

## Wiederkehr des Themas
Die Erzählung Tolstois und die Figur des Geigers basieren auf Ludwig van Beethovens Violinsonate Nr. 9, welche dieser einem damals bekannten Geiger (ursprünglich nicht Kreutzer) gewidmet hatte. Aufgrund der Tolstoi-Erzählung wiederum schrieb Leoš Janáček 1923 sein gleichnamiges Streichquartett, von dem angeregt 2001 (deutsch 2002) die gleichnamige Liebesgeschichte von Margriet de Moor entstand, die mehrfach, zuletzt 2007, verfilmt wurde.

## Rezeption
- Sándor Márai ließ 1941 in den Wandlungen einer Ehe seinen Protagonisten die Kreutzersonate kritisieren.[2]
- Kreutzersonate (1937): Film von Veit Harlan und Eva Leidmann (Drehbuch) mit Lil Dagover, Peter Petersen, Albrecht Schoenhals, Hilde Körber, Walter Werner und Wolfgang Kieling[3]
- Éric Rohmer verfilmte die Geschichte 1956 unter dem Titel „Sonate à Kreutzer“. Er spielte auch selber die Hauptrolle.
- In seinem Buch Madness in the Family, das 1988 veröffentlicht wurde, schrieb William Saroyan eine Geschichte mit dem Titel „The Inscribed Copy of the Kreutzer Sonata“

## Ausgaben

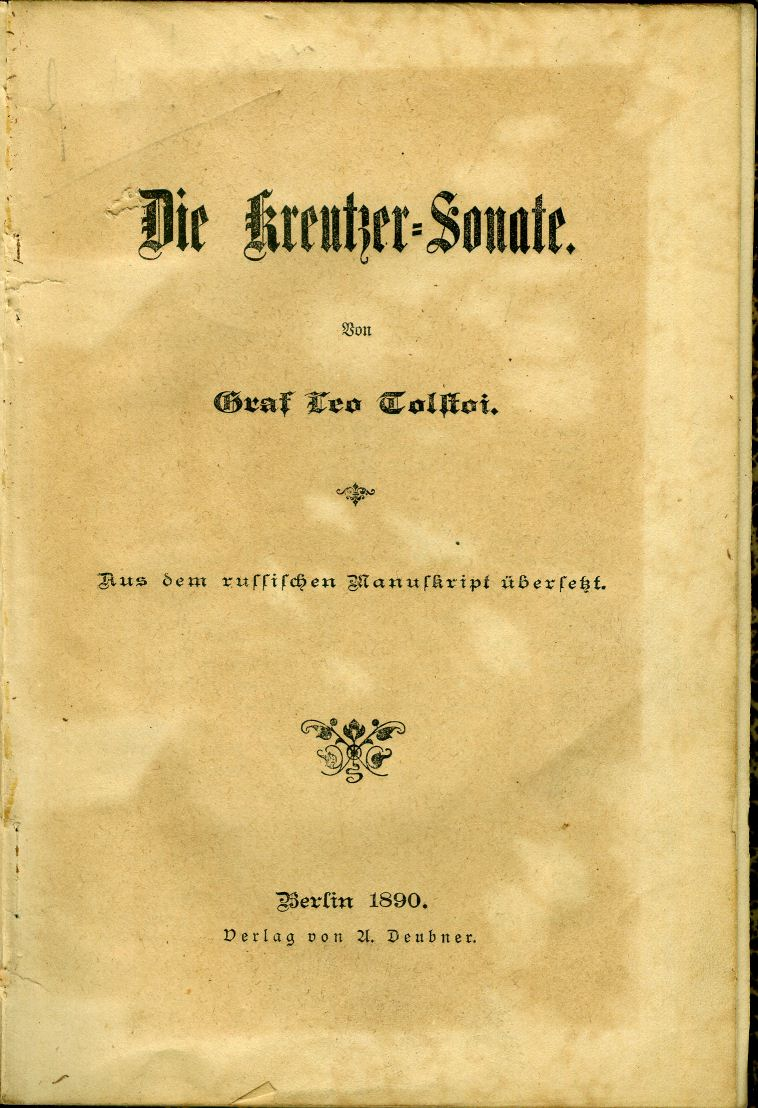
Titelseite der Erstveröffentlichung von 1890

- Die Kreutzer-Sonate. Aus dem russischen Manuskript übersetzt. Verlag von A. Deubner, Berlin 1890 (Die Übersetzung weicht an vielen Stellen von anderen, neueren Übersetzungen ab. Der Übersetzer wird bei dieser Ausgabe nicht genannt.) – Im selben Jahr erschien beim Norddeutschen Verlags-Institut J. Jolowicz in Berlin die „Ausgabe mit Nachwort“.
- Die Kreutzersonate. Übertragen von August Scholz. Akademischer Verlag Sebastian Löwenbruck, 1922
  - online (mit Nachwort) auf signaturen-magazin.de
  - als PDF (221 KB; ohne Nennung des Übersetzers), mit Nachwort (ab S. 57) (Memento vom 20. Oktober 2007 im Internet Archive)
- Die Kreutzersonate. Übertragen von Arthur Luther. Insel Verlag, Leipzig 1925 (Insel-Bücherei Nr. 375)
  - Die Kreutzersonate. Erzählung. Aus dem Russischen von Arthur Luther, mit Illustrationen von Hugo Steiner-Prag. Insel Verlag, Frankfurt am Main und Leipzig 1991 (aktuelle Auflage: 2008, ISBN 3-458-32463-1); enthält auch das Nachwort
- Die Kreutzersonate / Die Kosaken. Aus dem Russischen übertragen von Hermann Roskoschny. Schreitersche Verlagsbuchhandlung, Berlin o. J. (ca. 1948)
- Die Kreutzersonate. Deutsche Bearbeitung von H. Lorenz, Illustrationen von Karl Bauer. Eduard Kaiser Verlag, Klagenfurt o. J. (ca. 1960)
- Die Kreutzersonate. Aus dem Russischen von Raphael Löwenfeld, mit Nachwort. Anaconda Verlag, Köln 2006, ISBN 3-938484-72-1
- Kreutzersonate und Sofja Tolstaja: Eine Frage der Schuld, aus dem Russischen von Olga Radetzkaja und Alfred Frank, Manesse Bibliothek der Weltliteratur, 2010

## Verfilmungen
- 1914 – Kreitserova sonata – Regie: Vladimir Gardin

Kreitserova sonata (1914) bei IMDb
- 1915 – Kreutzer Sonata – Regie: Herbert Brenon

Kreutzer Sonata (1915) bei IMDb
- 1922 – Die Kreutzersonate – Regie: Rolf Petersen

Die Kreutzersonate (1922) bei IMDb
- 1936/37 – Die Kreutzersonate – Regie: Veit Harlan

Die Kreutzersonate (1937) bei IMDb
- 1956 – Die Kreutzersonate (La Sonate à Kreutzer) – Regie: Éric Rohmer

La sonate à Kreutzer (1956) bei IMDb
- 1987 – Die Kreutzersonate (Krejzerowa sonata) – Regie: Michail Schweizer

Kreytserova sonata (1987) bei IMDb
- 2007 – Die Kreutzersonate – Regie: Bernard Rose

The Kreutzer Sonata (2008) bei IMDb